# Jajinia
Jajinia is een geslacht van hooiwagens uit de familie Zalmoxioidae.
De wetenschappelijke naam Jajinia is voor het eerst geldig gepubliceerd door M. A. González-Sponga in 1987. 

## Soorten
Jajinia omvat de volgende 2 soorten:
- Jajinia bromeliaca
- Jajinia jajinia